# Leandro Salino
Leandro Salino do Carmo, mais conhecido como Leandro Salino (Juiz de Fora, 22 de abril de 1985), é um ex-futebolista brasileiro, que atuava como lateral-direito e volante. Seu último clube foi o Villa Nova-MG.
Foi conhecido por ser o maior ladrão de bolas no campeonato brasileiro de 2008. Não podemos confundir com seu irmão gêmeo Leonardo Salino do Carmo que joga também no mesmo Tupynambás de Juiz de Fora, e que está na Primeira Divisão do campeonato mineiro 2019.

## Carreira
Leandro Salino começou no América-MG, mas depois passou pelo Cruzeiro, que repassou o jogador ao Ipatinga.
Fez parte da surpreendente equipe mineira do Ipatinga que, sob o comando do técnico Ney Franco, conquistou o Campeonato Mineiro de 2005.
Em 2006, foi comprado pelo Nacional, time português, com sede na Ilha da Madeira. Porém, logo em seguida, acabou sendo emprestado ao Camacha, outro time da Madeira.
No início da temporada seguinte, acertou sua ida para o Flamengo, aonde reencontrou Ney Franco e outros ex-companheiros de Ipatinga.
Foi campeão carioca, apesar de ter entrado em poucas partidas, porém, ainda em 2007, acabou dispensado pelo Flamengo, e voltou para o Ipatinga.
Pertenceu ao Sporting Clube de Braga, pelo qual assinou um contracto de três temporadas (até ao final da época desportiva de 2012/13).
Em 2013, chegou ao Olympiakos. Quatro anos depois, retornou ao futebol brasileiro atuando pelo Vitória.
No dia 16 de fevereiro de 2018 é anunciado como novo reforço do Santa Cruz.

## Títulos
Ipatinga
- Campeonato Mineiro: 2005

Flamengo
- Campeonato Carioca: 2007
- Taça Guanabara: 2007

Braga
- Taça da Liga: 2012–13

Olympiakos
- Campeonato Grego: 2013–14, 2014–15, 2015–16

Vitória
- Campeonato Baiano: 2017